# Décennie 1220 en architecture
| Années de l'architecture : 1217 - 1218 - 1219 - 1220 - 1221 - 1222 - 1223    |
| Décennies de l'architecture : 1190 - 1200 - 1210 - 1220 - 1230 - 1240 - 1250 |

Cet article présente les faits marquants de la décennie 1220 en architecture.

## Réalisations
- Vers 1220 :

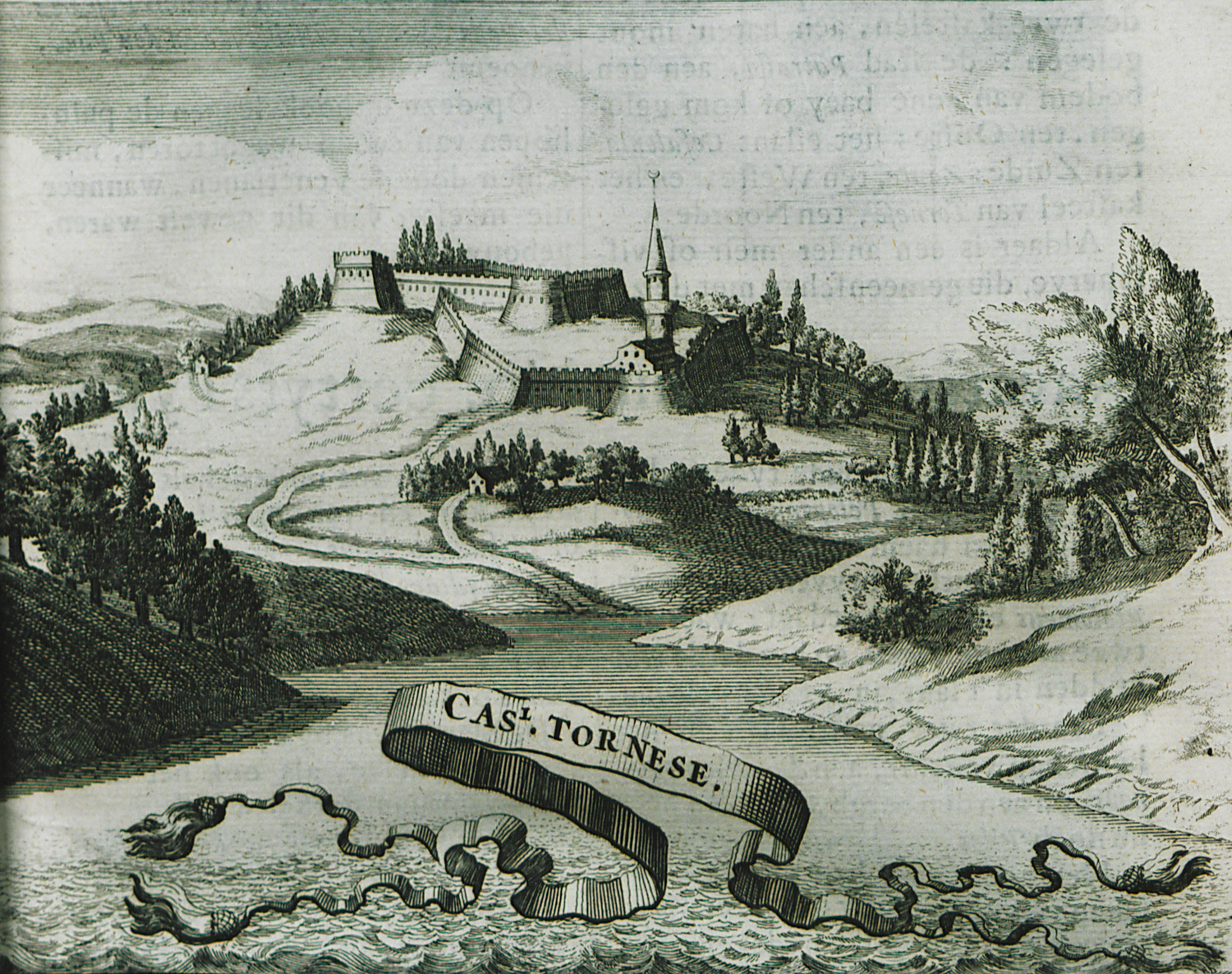
Chlemoútsi, ou château Tournois - gravure de 1688.

  - début de la construction de la partie orientale de la cathédrale de Bourges (fin en 1270)[1].
  - la reconstruction de la cathédrale de Chartres incendiée en 1194 achevée[2].
  - début de la construction du palais de la Hofburg à Vienne[3].
  - achèvement du Qûtb Minâr, minaret haut de 73 mètres, à Delhi, par Iltutmish[4].
- 1220-1223 : construction du château de Clermont ou Chlemoútsi, en  Grèce, par Geoffroy Ier de Villehardouin[5].
- 1220-1402 : construction de la cathédrale d'Amiens[3].
- 1220-1474 : construction de la cathédrale d'York[3].
- 1220-1258 : construction de la cathédrale de Salisbury[3].
- 1221 : début de la construction de la cathédrale de Burgos[3].
- 1222-1235 : reconstruction de la Grande Salle du château de Winchester[6].

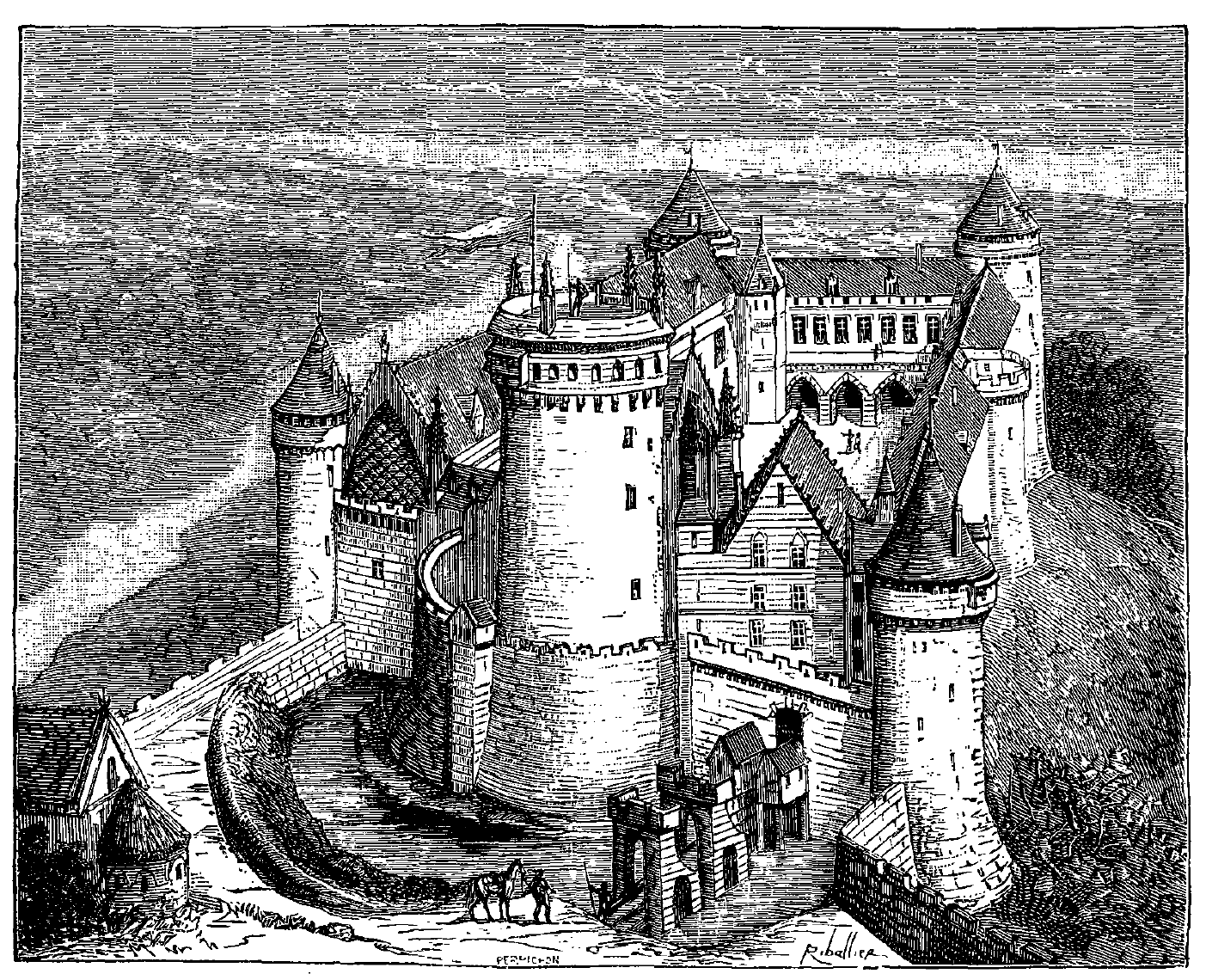
château de Coucy. La France illustrée, 1897.

- 1225-1230 : construction du château de Coucy (fin en 1230)[7].
- 1225 : incendie de la cathédrale de Beauvais. Début de sa reconstruction par l'évêque Milon de Nanteuil[8].

- 1226-1273 : construction de la cathédrale de Bruxelles[9].
- 26 mars 1227 : le temple de Gawdawpalin à Bagan est achevé[10].
- 14 août 1227 : début de la construction de la cathédrale de Tolède par l’archevêque Rodrigo Jiménez de Rada[11].

- 1227-1247 : construction de la cathédrale de Trèves[12].
- 17 juillet 1228 : début de la construction de la basilique Saint-François d'Assise, consacrée en 1253[13].
- 1229 : construction du château de Beverston (en) dans le Gloucestershire[14].